# Tito Geganio Macerino
Tito Geganio Macerino  fue un político de la República romana que ocupó el consulado en el año 492 a. C., junto con Publio Minucio Augurino. Perteneciente a una familia patricia muy antigua de la gens Gegania.
Durante su magistratura hubo una gran hambruna en Roma, como consecuencia de que las tierras estaban sin cultivar desde los años anteriores, cuando la plebe se había retirado al monte Sacro. Debido a esta complicada situación, Tito envió a su hermano, Lucio Geganio, a Sicilia para obtener grano.